# Wojciech Kabza
Wojciech Kabza (ur. 27 września 1939 w Dobroniu, zm. 9 października 2008) – polski pedagog, działacz społeczny i sportowy, dyrektor Zespołu Szkół Rolniczych im. Władysława Grabskiego w Sędziejowicach w latach 1975-1988, przewodniczący Rady Gminy Sędziejowice w latach 1994-1998

## Edukacja
Będąc czynnym nauczycielem (jako absolwent studium nauczycielskiego) podjął studia zaoczne w Akademii Wychowania Fizycznego w Warszawie na kierunku trenerskim. Tytuł magistra uzyskał w 1978 r.

## Praca zawodowa
W 1962 r. podjął pracę w Zespole Szkół Rolniczych w Sędziejowicach jako nauczyciel wychowania fizycznego. 1 marca 1975 przejął obowiązki dyrektora tej szkoły i pełnił je do 31 października 1988. W 1990 r. przeszedł na emeryturę. W okresie dyrekcji Wojciecha Kabzy szkoła została rozbudowana o nowe budynki dydaktyczne, budynek mieszkalny dla nauczycieli, internat dla uczniów oraz nowoczesny stadion i halę sportową. Jako pedagog przykładał wagę do tworzenia dla uczniów przestrzeni do rozwoju różnorodnych zainteresowań. Z jego inicjatywy przy szkole powstały:
- Ludowy Klub Sportowy "Bizon"
- Zespół Pieśni i Tańca "Sędziejowiczanie"

## Działalność samorządowa i społeczna
Od 1990 r. był radnym Gminy Sędziejowice. W latach 1994–1998 pełnił funkcję przewodniczącego Rady Gminy. Przez okres 10 miesięcy był wójtem gminy Widawa.
Działał na rzecz Zrzeszenia "Ludowe Zespoły Sportowe". Był członkiem Prezydium Rady Powiatowej Zrzeszenia Ludowych Zespołów w Łasku (1973-1975) oraz Rady Wojewódzkiej Zrzeszenia Ludowych Zespołów w Sieradzu (1975-1979). Szkolił zespoły: LKS "Bizon" w Sędziejowicach oraz LZS Dobroń.
W 2004 r. był współinicjatorem założenia Towarzystwa Społeczno-Kulturalnego Gminy Sędziejowice i jego pierwszym prezesem. Z jego inicjatywy powstała Izba Regionalna Towarzystwa Społeczno-Kulturalnego Gminy Sędziejowice gromadząca eksponaty dotyczące historii regionu.
W latach 90. prowadził biuro turystyczne i organizował obozy sportowe dla dzieci i młodzieży.

## Upamiętnienie
W 2023 imieniem Wojciecha Kabzy nazwano gminny stadion sportowy w Sędziejowicach-Kolonii. Postać została upamiętniona poprzez odsłonięcie pamiątkowej tablicy przy stadionie. Tablica powstała w Pracowni Rzeźbiarskiej Bocuccy i Koronowski.